# Basketligan dam
Basketligan dam, wcześniej Damligan – szwedzka liga koszykówki kobiet, najwyższa w hierarchii klasa żeńskich ligowych rozgrywek koszykarskich w Szwecji, będąca jednocześnie najwyższym szczeblem centralnym (I poziom ligowy). Zmagania w jej ramach toczą się cyklicznie (co sezon), systemem kołowym z fazą play-off na zakończenie każdego z sezonów i przeznaczone są dla najlepszych polskich klubów koszykarskich. Jej triumfatorki zostają mistrzyniami Szwecji, zaś najsłabsze drużyny relegowane są do ligi niższej (Basketettan dam). Czołowe zespoły klasyfikacji końcowej każdego sezonu uzyskują prawo występów w europejskich pucharach w sezonie następnym (FIBA EuroCup Women).

## Zespoły
| Zespół              | Miasto     | Hala                | Poj. hali |
| ------------------- | ---------- | ------------------- | --------- |
| Borås Basket        | Borås      | Boråshallen         | 3000      |
| Luleå Basket        | Luleå      | Luleå Energi Arena  | 2700      |
| IK Eos              | Lund       | Eoshallen           | 350       |
| Södertälje BBK      | Södertälje | Täljehallen         | 2100      |
| Visby Ladies        | Visby      | ICA Maxi Arena      | 2220      |
| Östersund Basket    | Östersund  | Östersund Sporthall | 1700      |
| Uppsala Basket      | Uppsala    | Fyrishov            | 3000      |
| Norrköping Dolphins | Norrköping | Stadium Arena       | 3500      |
| Mark Basket         | Kinna      | Kinnahallen         | bd        |
| Högsbo Basket       | Göteborg   | Gothia Arena        | 1000      |
| Alvik Basket        | Stockholm  | Åkeshovshallen      | bd        |
| A3 Basket           | Umeå       | Umea Energi Arena   | 2000      |

### Finalistki ligi
| Sezon   | Mistrzynie                | Wicemistrzynie             | Wynik |
| ------- | ------------------------- | -------------------------- | ----- |
| 2001-02 | Solna Vikings             | Norrköpings Dambasketklubb | 3-0   |
| 2002-03 | 08 Stockholm Human Rights | Solna Vikings              | 3-1   |
| 2003-04 | Solna Vikings             | Brahe Basket               | 3-0   |
| 2004-05 | Visby Ladies              | Luleå Basket               | 3-2   |
| 2005-06 | Solna Vikings             | Luleå Basket               | 3-1   |
| 2006-07 | 08 Stockholm Human Rights | Luleå Basket               | 3-0   |
| 2007-08 | Solna Vikings             | Telge Basket               | 3-2   |
| 2008-09 | Solna Vikings             | Telge Basket               | 3-1   |
| 2009-10 | 08 Stockholm Human Rights | Solna Vikings              | 3-1   |
| 2010-11 | Telge Basket              | Luleå Basket               | 3-0   |
| 2011-12 | Telge Basket              | Northland Basket           | 3-0   |
| 2012-13 | Norrköping Dolphins       | Solna Vikings              | 3-0   |
| 2013-14 | Northland Basket          | Norrköping Dolphins        | 3-0   |
| 2014-15 | Northland Basket          | Udominate Basket           | 3-1   |
| 2015-16 | Luleå Basket              | Udominate Basket           | 3-2   |
| 2016-17 | Luleå Basket              | Udominate Basket           | 3-1   |
| 2017-18 | Luleå Basket              | Udominate Basket           | 3-1   |
| 2018-19 | A3 Basket                 | Högsbo Basket              | 3-1   |
| 2019-20 | Luleå Basket              | Alvik Basket               | bd    |
| 2020-21 | Luleå Basket              | Alvik Basket               | 3-2   |
| 2021-22 | Norrköping Dolphins       | Luleå Basket               | 3-1   |
| 2022-23 | Luleå Basket              | Södertälje BBK             | 3-1   |
| 2023-24 | Södertälje BBK            | Luleå Basket               | 3-0   |